# 1954-es Formula–1 olasz nagydíj
Az olasz nagydíj volt az 1954-es Formula–1 világbajnokság nyolcadik futama, amelyet 1954. szeptember 5-én rendeztek meg az olasz Autodromo Enzo e Dino Ferrarin, Monzában.

## Futam
A monzai olasz nagydíjon is Fangio rajtolt az első rajtkockából, mögötte Alberto Ascari indult a ferrariban, ám az olasz a 48. körben motorhiba miatt kiesett a versenyből, Moss húsz másodperccel vezetett a 71. körig ekkor az olajszűrő hibája miatt kiállni kényszerült, így Fangio került az élre. Egy kört vert Hawthornra, és kettőt Gonzálezre, aki ráadásul a harmadik helyért járó pontokat kénytelen volt megosztani Umberto Magliolival, akivel a verseny 16. körében autót cserélt, igaz, a leggyorsabb körért járó egy pontot ő kapta. A további két pontszerző a Mercedes német pilótája, Hans Hermann, és a Ferrari francia versenyzője Maurice Trintignant.
| Helyezés | Rajtszám | Versenyző                              | Csapat/Motor | Futott kör | Idő/Kiesés oka         | Rajthely | Pont |
| -------- | -------- | -------------------------------------- | ------------ | ---------- | ---------------------- | -------- | ---- |
| 1        | 16       | Juan Manuel Fangio                     | Mercedes     | 80         | 2h47:47.9              | 1        | 8    |
| 2        | 40       | Mike Hawthorn                          | Ferrari      | 79         | + 1 kör                | 7        | 6    |
| 3        | 38       | Umberto Maglioli José Froilán González | Ferrari      | 78         | + 2 kör                | 13       | 2 3  |
| 4        | 12       | Hans Herrmann                          | Mercedes     | 77         | + 3 kör                | 8        | 3    |
| 5        | 30       | Maurice Trintignant                    | Ferrari      | 75         | + 5 kör                | 11       | 2    |
| 6        | 42       | Fred Wacker                            | Gordini      | 75         | + 5 kör                | 18       |      |
| 7        | 10       | Peter Collins                          | Vanwall      | 75         | + 5 kör                | 16       |      |
| 8        | 26       | Louis Rosier                           | Maserati     | 74         | + 6 kör                | 20       |      |
| 9        | 18       | Sergio Mantovani                       | Maserati     | 74         | + 6 kör                | 9        |      |
| 10       | 28       | Stirling Moss                          | Maserati     | 71         | + 9 kör                | 3        |      |
| 11       | 8        | Jorge Daponte                          | Maserati     | 70         | + 10 kör               | 19       |      |
| Ki       | 34       | Alberto Ascari                         | Ferrari      | 48         | Motorhiba              | 2        |      |
| Ki       | 22       | Luigi Villoresi                        | Maserati     | 42         | Kuplung                | 6        |      |
| Ki       | 14       | Karl Kling                             | Mercedes     | 36         | Baleset                | 4        |      |
| Ki       | 24       | Roberto Mieres                         | Maserati     | 34         | Felfüggesztés          | 10       |      |
| Ki       | 20       | Luigi Musso                            | Maserati     | 32         | Erőátvitel             | 14       |      |
| Ki       | 32       | José Froilán González                  | Ferrari      | 16         | Váltóhiba              | 5        |      |
| Ki       | 6        | Robert Manzon                          | Ferrari      | 16         | Motorhiba              | 15       |      |
| Ki       | 46       | Clemar Bucci                           | Gordini      | 13         | Erőátvitel             | 17       |      |
| Ki       | 44       | Jean Behra                             | Gordini      | 2          | Motorhiba              | 12       |      |
| NK       | 20       | Giovanni de Riu                        | Maserati     |            | Nem kvalifikálta magát | 21       |      |

## Statisztikák
Vezető helyen:
- Karl Kling: 3 kör (1–3)
- Juan Manuel Fangio: 16 kör (4–5, 23, 68–80)
- Alberto Ascari: 41 kör (6–22, 24–44, 46–48)
- Stirling Moss: 20 kör (45, 49–67)

Juan Manuel Fangio 13. győzelme, 15. pole-pozíciója (R), González 6. leggyorsabb köre
- Mercedes 4. győzelme